# Frösche (Roman)
Frösche ist ein Roman des chinesischen Schriftstellers Mo Yan. Die Originalausgabe erschien 2009 unter dem Titel Wa – diese Silbe bezeichnet im Chinesischen sowohl Frösche als auch kleine Kinder – in Shanghai. Die deutschsprachige Ausgabe erschien erstmals 2013 im Carl Hanser Verlag in München. 2014 folgte eine Taschenbuchausgabe bei dtv. Die Übersetzung besorgte Martina Hasse.
In Frösche werden die Schicksale einer chinesischen Frauenärztin geschildert, die in den Zeiten der Kulturrevolution nicht nur moderne Geburtshilfe zu praktizieren hat, sondern auch mit allen Mitteln die Ein-Kind-Politik der Herrschenden durchzusetzen versucht.
Der Roman hat autobiographische Bezüge. Mo Yan berichtete in einem Nachwort zu Frösche von seiner Froschphobie sowie von seiner Korrespondenz mit Kenzaburō Ōe, der ihn immer wieder nach den Fortschritten seiner Arbeit an dem Roman gefragt habe. Die Hauptperson Gugu, eine alte Frauenärztin und Hebamme, sei ebenfalls keine reine Erfindung gewesen. Er habe eine betagte Tante, die als Frauenärztin und Hebamme gearbeitet habe. Auch habe er mit seiner Hauptfigur gemein, dass er seine Frau aus Karrieregründen zu einer Abtreibung gezwungen habe.

## Inhalt
Ein chinesischer Schriftsteller, der sich „Kaulquappe“ nennt, von seinen Freunden und Verwandten aber „Kleiner Renner“ genannt wird,  korrespondiert mit einem japanischen Kollegen. Dieser Yoshito Sugitani ermutigt Kaulquappe über Jahre hinweg, ein literarisches Vorhaben durchzuführen und die Lebensgeschichte seiner Tante Gugu, die eng mit seinen eigenen Schicksalen verknüpft ist, zu erzählen. Kaulquappe, der zunächst an einen Roman über Gugu gedacht hat, beschließt, dieses Feld einem begabten Konkurrenten zu überlassen und selbst ein Theaterstück über Gugu zu schreiben. Am Ende präsentiert sich Frösche als Briefroman, an den dieses Theaterstück Kaulquappes angehängt ist.
Gugu gehört zur ersten Generation von Ärztinnen, die eine moderne, an der westlichen Medizin orientierte Ausbildung erhalten haben, und gilt über die Grenzen der Provinz Nordost-Gaomi hinaus, in der der Roman spielt, als eine der besten Geburtshelferinnen. Auch eine glänzende Ehe zeichnet sich ab, ist sie doch mit dem Piloten eines Kampfjets liiert. Doch dieser setzt sich eines Tages nach Taiwan ab. Gugu ist dadurch politisch kompromittiert. Um diese Scharte auszuwetzen, betätigt sie sich fortan rigoros als Verfechterin der Ein-Kind-Politik, die sie mit allen Mitteln durchzusetzen versucht.
Auch Kleiner Renner, dessen erste Frau Renmei nach der Geburt der Tochter Yangyang ein weiteres Mal schwanger wird, lässt sich von der herrschenden Doktrin beeinflussen. Um nicht strafweise zu den Bauern aufs Land zurückkehren zu müssen, sondern seine Karriere als Armeeoffizier weiter verfolgen zu können, befürwortet er schließlich die Entfernung des schon weit entwickelten ungeborenen Kindes. Renmei  überlebt den Eingriff nicht. Die Tante bedrängt ihren Neffen daraufhin, ihre etwa dreißigjährige Assistentin zu heiraten, die seine Tochter aufziehen werde. Diese Assistentin, Kleiner Löwe genannt, erscheint ihm zunächst körperlich sehr unattraktiv. Außerdem weiß er, dass einer seiner Bekannten seit Jahren in die junge Frau verliebt ist. Dennoch gibt er schließlich nach und heiratet sie.
Kleiner Löwe zieht Yangyang, die Tochter aus der ersten Ehe ihres Mannes, zwar gewissenhaft auf, wünscht sich aber sehnlichst auch ein eigenes Kind. Als eine im siebten Monat schwangere Kleinwüchsige, Wang Galle, im Laufe einer wilden Verfolgungsjagd durch Gugu und ihre Komparsen auf einem Fluss ein kleines Mädchen gebiert und anschließend stirbt, übernimmt sie den Säugling. Nach einem halben Jahr allerdings fordert der Vater des Kindes, Chen Nase, seine Tochter, die den Namen Chen Augenbraue erhalten hat, zurück. Chen Augenbraue wächst mit ihrer älteren Schwester bei dem verwitweten Chen Nase auf und entwickelt sich zu einer Schönheit. Sie verlässt zusammen mit ihrer Schwester den mittlerweile alkoholkranken Vater, um in einer Plüschtierfabrik zu arbeiten. Bei einem Unfall in dieser Fabrik verliert sie ihre Schwester und wird durch Brandverletzungen schwer entstellt.
Etwa zwei Jahrzehnte nach Chen Augenbraues Geburt, als sie selbst bereits jenseits des gebärfähigen Alters ist, nimmt Kleiner Löwe ihrem Mann ohne dessen Wissen Spermien ab und lässt eine Leihmutter damit befruchten. Es handelt sich bei dieser Frau um Chen Augenbraue, die nach ihrem Unfall nicht mehr unverschleiert in die Öffentlichkeit geht und sich in einer Klinik für Leihmütter versteckt, die als Froschfarm getarnt ist. Sie braucht das Geld, um ihren Vater zu unterstützen, der sich in Selbstmordabsicht vor einen Polizeiwagen geworfen und mit schweren Verletzungen überlebt hat. Kleiner Renner ist zunächst empört über die Eigenmächtigkeit seiner zweiten Frau und macht sich Sorgen um sein Ansehen. Andererseits wünscht er sich aber sehnlichst einen kleinen Sohn und geht auch davon aus, dass Chen Augenbraue ein hübsches Kind gebären wird.
In dem Theaterstück, das den Schluss des Romans bildet, tritt Chen Augenbraue als Anklägerin auf: Sie habe erstens nicht den vereinbarten Lohn für das Austragen des Kindes erhalten; man habe sie zu täuschen versucht und behauptet, der Säugling habe die Geburt nicht überlebt. Zweitens wolle sie ihr Kind selbst aufziehen. In einer Szene, die dem Urteil des Salomo bzw. der entsprechenden Situation im Kaukasischen Kreidekreis entspricht, muss ein Richter entscheiden, ob Kleiner Löwe oder Chen Augenbraue den kleinen Jungen aufziehen soll. Chen Augenbraue greift so beherzt nach dem Kind, dass der Richter es sofort ihrer Konkurrentin Kleiner Löwe zuspricht.

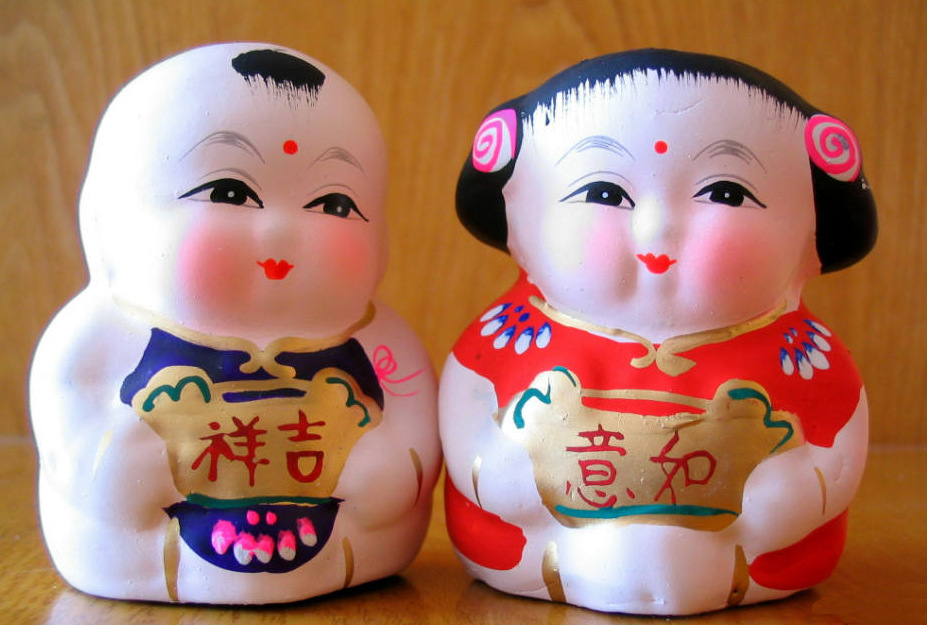
Chinesische Tonfiguren

Gugu, die mittlerweile den Künstler Hao Große Hand geheiratet hat, wird mittlerweile von Gewissensbissen bzw. den Geistern der abgetriebenen Kinder verfolgt. Auslöser war wahrscheinlich eine Situation, in der sie nach Abschluss ihres Berufslebens betrunken in einen Sumpf geraten ist und sich von Fröschen, deren Quaken sie an das Schreien von Neugeborenen erinnert hat, verfolgt gefühlt hat. Nun zählt sie Hao Große Hand jedes einzelne dieser Kinder auf und beschreibt die körperlichen Merkmale der Eltern. Hao Große Hand formt nach ihren Angaben Tonkinder, die den Babys ähneln, die Gugu auf dem Gewissen hat.
Derartige Tonkinder, im Roman Niwawa genannt, sind nach dem Glauben der Einheimischen Vorboten wirklicher Babys. Sie werden von Paaren mit Kinderwunsch gekauft und im Tempel, nach einer Geldspende, mit einem roten Bändchen versehen, das die erwünschten Kinder ins Leben ziehen soll. Gugu, die im Theaterstück von behinderten Fröschen, die aber von Kindern dargestellt werden, verfolgt wird, behauptet nun, die getöteten Kinder, die sie von Hao Große Hand abbilden lässt, seien von neuen Eltern erwünscht und wieder geboren worden. Auch Kleiner Löwe hat eine dieser Tonfiguren gekauft, bevor sie Chen Augenbraues Söhnchen an sich genommen hat.

## Rezeption
Mo Yan ist als Autor umstritten und die Aufnahme des Romans bei der Kritik im Westen war recht ambivalent.
Perry Link hatte für Mo Yans Stil den Begriff der „daft hilarity“ geprägt, der dümmlichen Lustigkeit. Mit dieser Methode ließen sich Missstände in der chinesischen Gesellschaft darstellen, ohne mit der Obrigkeit in Konflikt zu geraten und der staatlichen Zensur anheimzufallen. Auch mit der Methode des „halluzinatorischen Realismus“, den das Nobelkomitee bei Mo Yan festgestellt haben will, ist, so Mark Siemons in einer Besprechung des Romans, dem Autor die Möglichkeit gegeben, das System zwar zu kritisieren, aber gleichzeitig den Kopf aus der Schlinge zu ziehen und die Missstände zu relativieren. Allerdings hat sich Mo Yan nach Siemons' Meinung in Frösche von diesen literarischen Mitteln weitgehend verabschiedet.

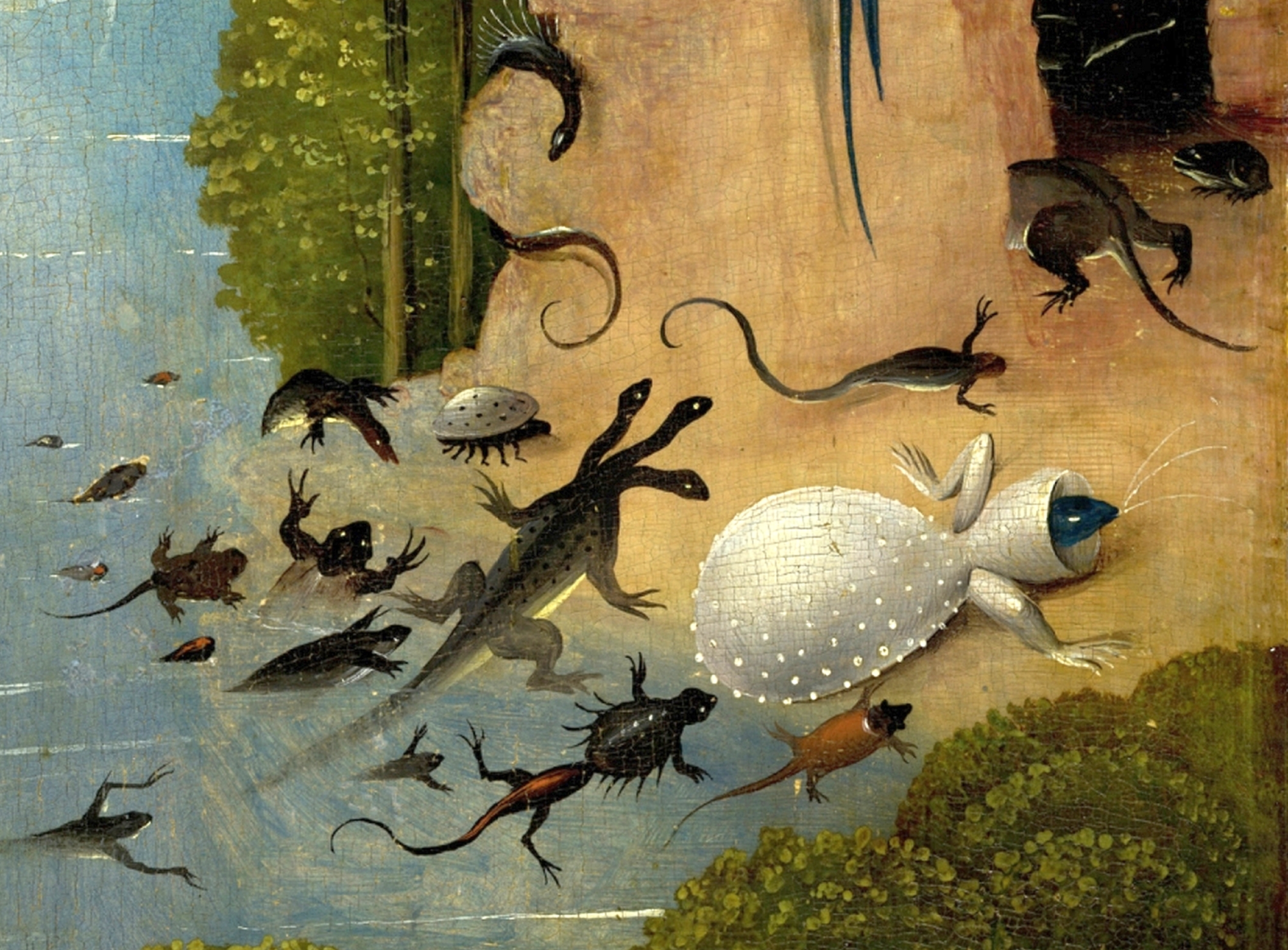
Ausschnitt aus Hieronymus Boschs Garten der Lüste

Des halluzinatorischen Realismus bediene er sich in diesem Roman erstmals nach mehreren hundert Seiten bei der Schilderung der Sumpfszene: „Dieses über mehrere Seiten hinweg ausgemalte Bild der von Fröschen überfallenen und bedeckten Frau, eine wahrhaft surreale, eines Hieronymus Bosch würdige Vision, ist im Zusammenhang dieses Romans jedoch keine relativierende Ausschmückung, sondern das Gegenteil: eine Radikalisierung der moralischen These des Romans, der keinerlei Verflüchtigung durch Abstraktion zugestanden wird. [...] Eine schärfere Abrechnung ist im Rahmen dieses philosophischen Systems nicht möglich.“ Im ersten Teil des Romans werde zwar „mit einem Augenzwinkern erzählt, das man als Verharmlosung verstehen könnte“, doch trete dann, nachdem der Ich-Erzähler sich durch die missglückte Abtreibung und den Tod Renmeis selbst betroffen fühlen müsse, eine Wende ein, „die dadurch noch nachhaltiger wirkt, dass sie psychologisch kaum aufgearbeitet wird [...] Alles vermeintlich Humorig-Relativierende wird hier seinerseits unterwandert durch etwas, was man wahlweise als Sprachlosigkeit, Unempfindlichkeit oder Schwäche interpretieren kann.“
Der Ich-Erzähler gerate nun in den Vordergrund, seine lange verdrängten Schuldgefühle seien neben der Schilderung der Schicksale Gugus der zweite wesentliche Handlungsstrang des Romans. Kaulquappes Gewissensbisse seien kein individuelles Problem, sondern ein höchst politisches Thema. Zwar werde die Ein-Kind-Politik aus hauptsächlich ökonomischen Gründen mittlerweile auch von Regierungsberatern kritisch gesehen, doch sie werde bislang „überhaupt nicht als Gewissensproblem diskutiert, genauso wenig wie der wieder anders gelagerte Fall der Beteiligung weiter Bevölkerungsschichten an den Verbrechen der Kulturrevolution“. Dass Mo Yan diese Verdrängungspolitik thematisiere, sei neu und widerspreche dem offiziellen staatlichen Diskurs. Den Ich-Erzähler empfindet Siemons als ziemlich blass gezeichnet, sieht aber auch darin einen Vorzug bzw. ein bewusst eingesetztes literarisches Mittel: „Diese Blässe könnte sogar ein Indiz für die Ehrlichkeit der Introspektion sein. Ohnehin gehorcht Mo Yans Figurenzeichnung meist weniger den Gesetzen psychologischer Plausibilität als dem Prinzip der satirischen Metapherntauglichkeit.“ Die Häufung von Travestien gegen Ende des Romans sowie das angehängte Theaterstück, das dem Plot nichts hinzufüge, sieht Siemons indes als überflüssig an. Insgesamt verändert der Roman seiner Meinung nach nicht nur das Bild, das man sich als Leser bislang von Mo Yan gemacht habe, sondern auch die Vorstellungen, die man davon habe, was im Herzen der chinesischen Gesellschaft vor sich gehe.
Ijoma Mangold kam in der Zeit zu dem Ergebnis, Frösche sei nicht der Roman eines Opportunisten. „Ohne ideologische Scheuklappen“ erzähle Mo Yan „von der Zwangsgewalt, die vom chinesischen Kollektivismus und von der von oben verordneten Politik ausgeht.“ Er beschreibe „kalt und schonungslos, wie Ideologien die menschliche Natur bestialisieren.“ Dabei sei Mo Yans Menschenbild von Pessimismus gezeichnet. Wohl fühlten sich die dargestellten Personen, wie auch der Autor, zeitweise schuldig, doch sie beschieden sich mit der Erkenntnis, dass sie eben nur Mittelmaß seien, und ertrügen die Erbärmlichkeit, sich nicht gegen als falsch und grausam erkannte Maßnahmen zu wehren. Mangold möchte die Figuren ob ihrer Indolenz am liebsten durchschütteln. In der unerbittlichen Darstellung der fatalistischen Haltung der Personen liege aber die Qualität des Romans. Während Siemons durch den Roman in das Herz der chinesischen Gesellschaft zu sehen glaubt (und Hasses Übersetzung des Romans für sehr gelungen hält), empfindet Mangold eine „eigentümliche Fremdheit“, die durch die Übersetzung noch gesteigert werde. Man blicke hier auf eine Welt, „in der psychologischer Individualismus Luxus“ sei und „in der der Narzissmus, mit dem man das eigene Seelen-Ich pampert, noch nicht“ grassiere.
Sebastian Hammelehle bezeichnete es im Spiegel als „Mo Yans Methode, das Regime nicht pauschal anzuklagen, keine schuldbeladenen Negativcharaktere zu zeichnen, sondern mit zurückhaltender, leicht fatalistischer Skepsis das schleichende Versagen des Einzelnen zu schildern. Der Ich-Erzähler mag feige und unentschlossen sein. Mo Yans Blick auf ihn bleibt ebenso human, [sic!] wie der auf die Entwicklung der Gesellschaft.“ Mo Yan schreibe „lebendig und schwungvoll, bäuerisch burlesk“ und vermittle keineswegs das Gefühl, in eine fremde Welt zu blicken. Vielmehr muss man sich laut Hammelehle „fragen, ob Mo Yan in seiner Weltsicht dem Westen nicht viel näher ist, als seine Kritiker hierzulande glauben: Setzt er doch auf Vergebung der Schuld und die Liebe zum werdenden Leben - Tugenden, die man gemeinhin mit einem ganz anderen Wertesystem verbindet als dem des Kommunismus. Dem Christentum.“

## Ausgaben
- 蛙  (wā, auf Deutsch: Frosch), 450 S., 麥田出版 (Catcher Publishing), Taipei 2009, ISBN 9789861735900 beziehungsweise 340 S., 上海文艺出版社 (Shanghai Literatur und Kunst Verlag), Shanghai 2009, ISBN 9787532136766
  - Frösche. Roman, übersetzt aus dem Chinesischen von Martina Hasse, 506 S., Hanser Verlag, München 2013, ISBN 978-3-446-24262-3 bzw. Deutscher Taschenbuch Verlag GmbH & Co. KG, München 2014, ISBN 978-3-423-14346-2
    - Hörbuch: Frösche. Roman, 8 CDs (627 Min.), gekürzte Lesung von Gert Heidenreich. Aus dem Chinesischen von Martina Hasse. Bearbeitung: Regina Carstensen. Regie: Kirsten Böttcher, Hörbuch Hamburg, Hamburg 2013, ISBN 978-3-89903-852-1
    - E-Book: Frösche. Roman, 385 S., Divibib, Wiesbaden 2013, ISBN 978-3-446-24294-4